# Montelparo
Montelparo là một đô thị tại tỉnh Ascoli Piceno ở vùng Marche, cách khoảng 70 km về phía nam của Ancona và khoảng 20 km về phía bắc của Ascoli Piceno. Đến thời điểm ngày 31 tháng 12 năm 2004, đô thị này có dân số là 929 người và diện tích là 21,6 km².
Montelparo giáp các đô thị: Force, Monsampietro Morico, Montalto delle Marche, Monte Rinaldo, Montedinove, Monteleone di Fermo, Rotella, Santa Vittoria in Matenano.